# Probstzella
Probstzella é um município da Alemanha localizado no distrito de Saalfeld-Rudolstadt, estado de Turíngia.
Probstzella é mrmbro e sede do Verwaltungsgemeinschaft de Probstzella-Lehesten-Marktgölitz.